# Chiesa di San Giovanni Battista (Viadanica)
La chiesa di San Giovanni Battista è il principale luogo di culto cattolico di Viadanica, in provincia e diocesi di Bergamo; fa parte del vicariato di Predore.

## Storia
La chiesa ha una storia molto antica, inserita già nell'elenco delle chiese sottoposte a censo voluto dal sinodo diocesano indetto dal neoeletto vescovo Giovanni da Scanzo del 1304, dove la chiesa risulta rappresentata da “Bonaventura presbiter”, intitolata a sant'Alessandro di Bergamo in località Carzanica. Nuovamente citata nel 1360 nell'elenco delle chiese e dei monasteri di Bergamo ordinati da Bernabò Visconti, elenco nota ecclesiarum che doveva indicare i benefici di cui godevano le chiese e poterne definire i censi e tributi che dovevano essere versati alla chiesa di Roma e alla famiglia Visconti di Milano. Dai fascicoli si rileva che era inserita nella pieve di Calepio e che godeva di quattro benefici.
Nel 1540 risulta riedificato un edificio parrocchiale anticamente intitolato a sant'Antonio e con la nuova dedicazione a san Giovanni Battista.
Nel 1568 furono istituiti i vicariati foranei della diocesi come indicato nel II sinodo provinciale del vescovo Federico Corner del 1565 la chiesa risulta nuovamente inserita nella pieve di Calepio.
Nell'autunno del 1575 tutto il territorio di Bergamo ebbe la visita diocesana di san Carlo Borromeo arcivescovo di Milano. Il 17 settembre visitò la chiesa già parrocchiale di San Giovanni Battista, ma conosciuta ancora come chiesa di Sant'Antonio. Dagli atti si deduce che la chiesa aveva quattro altari ed era retta da un sacerdote curato coadiuvato da un frate francescano. Gli altari erano gestiti dalle confraternite del Santissimo Sacramento e della dottrina cristiana. Nelle vicinanze vi era la chiesa di Sant'Alessandro ma essendo questa troppo dislocata dall'urbano citata come "loco montuoso" fu trasportata nella chiesa di san Giovanni  "pro populo comoditatem".
Nel 1659 fu il vescovo san Gregorio Barbarigo a visitare la parrocchia che faceva parte della vicaria di Calepio, ne documenta la presenza delle confraternite del Santissimo Sacramento, del Santissimo Rosario, la scuola della dottrina cristiana. Vi era anche la confraternita dei disciplini, che era retta da due sacerdoti.
La chiesa fu inserita nel 1666 nel “Sommario delle chiese di Bergamo”, elenco redatto dal cancelliere della curia vescovile Giovanni Giacomo Marenzi. Nel documento è indicata come chiesa parrocchiale di Viadanica, dedicata a san Giovanni Battista, vi erano le scuole del Santissimo Sacramento, del Santo Rosario, e la congregazione pia della Misericordia, e vi erano cinque altari. La liturgia era retta da un curato titolato coadiuvato da un cappellano.
Il 28 giugno 1781 il vescovo Giovanni Paolo Dolfin visitò la chiesa, agli atti fu allegata la relazione dell'allora parroco dove vi è annotata la presenza di cinque altari gestiti dalle diverse confraternite. Vi era inoltre il consorzio della Misericordia Maggiore.
La chiesa fu ricostruita nel 1672 su progetto dei fratelli Giacomo e Gian Battista Mazza con la consacrazione del vescovo Luigi Ruzzini nel 1703. Il Novecento vide lavori di mantenimento con nuovi decori e la consacrazione nel 1932 del vescovo Luigi Maria Marelli che fece dono e sigillò nell'altare maggiore le reliquie dei santi Alessandro di Bergamo, Fabiano e Sebastiano. Vi erano gli oratori di Sant'Alessandro e Sant'Alberto. Dal 1941 la parrocchia venne indicata con la denominazione dei due santi: Alessandro di Bergamo e Giovanni Battista.
Con decreto del 27 maggio 1979 del vescovo di Bergamo Giulio Oggioni la chiesa fu inserita nel vicariato di Predore.

## Descrizione

### Esterno
L'edificio di culto dal classico orientamento liturgico con abside a est è anticipato dal sagrato con pavimentazione in bolognini di porfido. La facciata è intonacata e tripartita da lesene e doppie lesene complete di zoccolatura e capitelli, e si compone su due ordini divisi dalla cornice marcapiano.  L'ingresso principale posto nell'ordine inferiore è completo di paraste e architrave che regge in rilievo sormontato da timpano semicurvo. Le sezioni laterali hanno cornici in malta. Nell'ordine superiore, con il prosieguo delle lesene che reggono il cornicione e la trabeazione sagomata, si apre centralmente la finestra rettangolare, affiancata da due edicole con le statue di santi cimate da timpano triangolare.

### Interno
L'interno a unica navata è divisa da lesene complete di capitelli d'ordine corinzio in quattro campate. Le lesene reggono la trabeazione e il cornicione dove s'imposta la volta a botte. Il fonte battesimale è posto a sinistra della prima campata e a destra vi corrisponde la piccola grotta di Lourdes. Nella seconda campata vi sono gli altri dedicati al Crocifisso e al Sacro Cuore di Gesù. Vi sono inoltre gli altari dedicati alla Purificazione e alla Madonna del Rosario. Il secondo altare a destra ospita la tela di Jacopo Palma il Giovane raffigurante Presentazione di Gesù al tempio, firmata «GIACOMO PAMA F», dipinto già citato da Donato Calvi che indica che la chiesa anticamente di sant'Antonio e sussidiaria di quella dedicata a sant'Alessandro, anche Francesco Tassi descrive la pittura presente nel medesimo altare.
La zona presbiteriale è preceduta dall'arco trionfale ed è rialzata di tre gradini rispetto alla navata. La parte termina con il coro absidato completo di coro ligneo e lateralmente l'organo e la cantoria, terminante con l'abside con copertura a catino.